# Шлюз

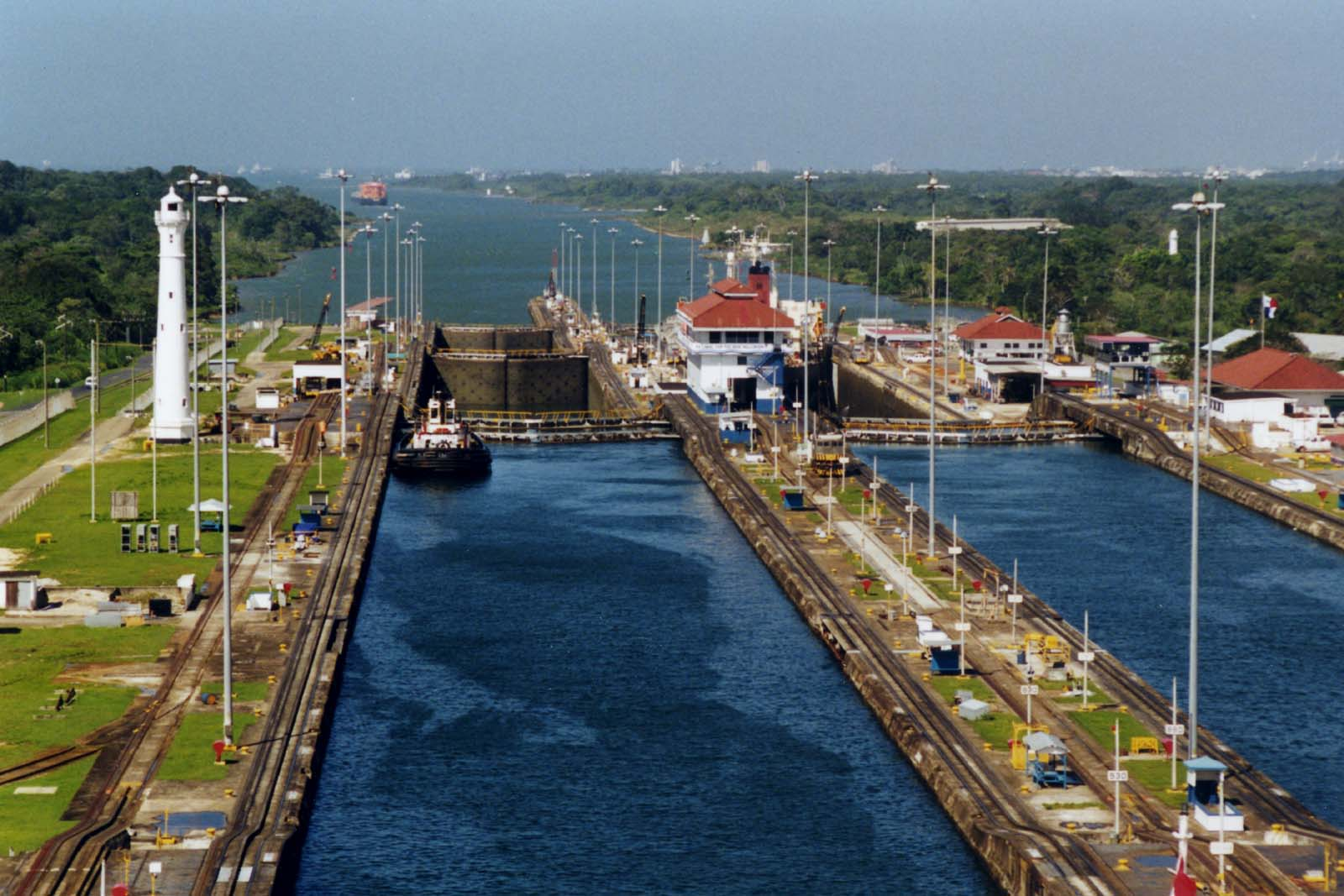
Шлюзы Панамского канала

Судоходный шлюз — гидротехническое сооружение на водных путях для обеспечения перехода судов на плаву из одного водного объекта (бьефа) в другой с различными уровнями воды в них с помощью наполнения или опорожнения камеры c выравниванием в ней уровня воды с уровнем верхнего или нижнего бьефов.
В отличие от судоподъёмников, при использовании шлюзовых систем требуется большое количество воды, что приводит к снижению их пропускной способности и в том числе к меньшей скорости пропуска судов. Преимуществом является их более простое и дешёвое в обслуживании техническое оснащение по сравнению с судоподъёмниками.

## Основные сведения
Перевод судов между двумя отрезками водного пути с различным уровнем воды в них осуществляется с помощью шлюзов. Каждый шлюз имеет три основных элемента:
- Герметичная камера, соединяющая верхнюю и нижнюю головные части канала и имеющая габариты, достаточные для размещения в ней одного или нескольких судов. Положение и габариты камеры фиксированные, однако уровень воды в ней может изменяться.
- Ворота — металлические щиты, расположенные на обоих концах камеры и служащие для впускания и выпускания судна и герметизирующие камеру во время шлюзования[2].
- Водопроводное устройство — устройство, предназначенное для наполнения, либо опустошения камеры. Как правило, в качестве такого устройства используется плоский щитовой затвор. В крупных шлюзах могут использоваться перекачные насосы.

Разница высот уровней обоих бьефов называется «напором шлюза»
Принцип работы шлюза следующий:
- Входные ворота открываются и судно заходит внутрь камеры.
- Входные ворота закрываются.
- Открывается перепускной клапан, вызывая падение или подъём уровня воды в камере с находящимся в ней судном.
- Выходные ворота открываются, судно выходит из камеры.

Процесс пропускания судна через шлюз называется шлюзованием. Шлюзование длится, как правило, от 10 до 20 минут в зависимости от размера камеры и перепада уровня воды.
| Для подъёма судна: | Для подъёма судна:                           |        | Для спуска судна:                          | Для спуска судна: |
| 1-2.               | Судно входит в шлюзовую камеру.              | 8-9.   | Судно входит в шлюзовую камеру.            |                   |
| 3.                 | Нижние ворота закрываются.                   | 10.    | Верхние ворота закрываются.                |                   |
| 4-5.               | Камера наполняется водой до верхнего уровня. | 11-12. | Из камеры выливают воду до нижнего уровня. |                   |
| 6.                 | Верхние ворота открываются.                  | 13.    | Нижние ворота открываются.                 |                   |
| 7.                 | Судно выходит из шлюзовой камеры.            | 14.    | Судно выходит из шлюзовой камеры.          |                   |

При шлюзовании, как правило, стараются чередовать направление пропускания судов: после того, как судно, идущее, к примеру, вниз по течению, завершило шлюзование, в камеру с уже пониженным уровнем воды может сразу же зайти судно, движущееся в обратном направлении. Таким образом не требуется выполнять лишнее заполнение либо слив воды из камеры.

## Использование шлюзов

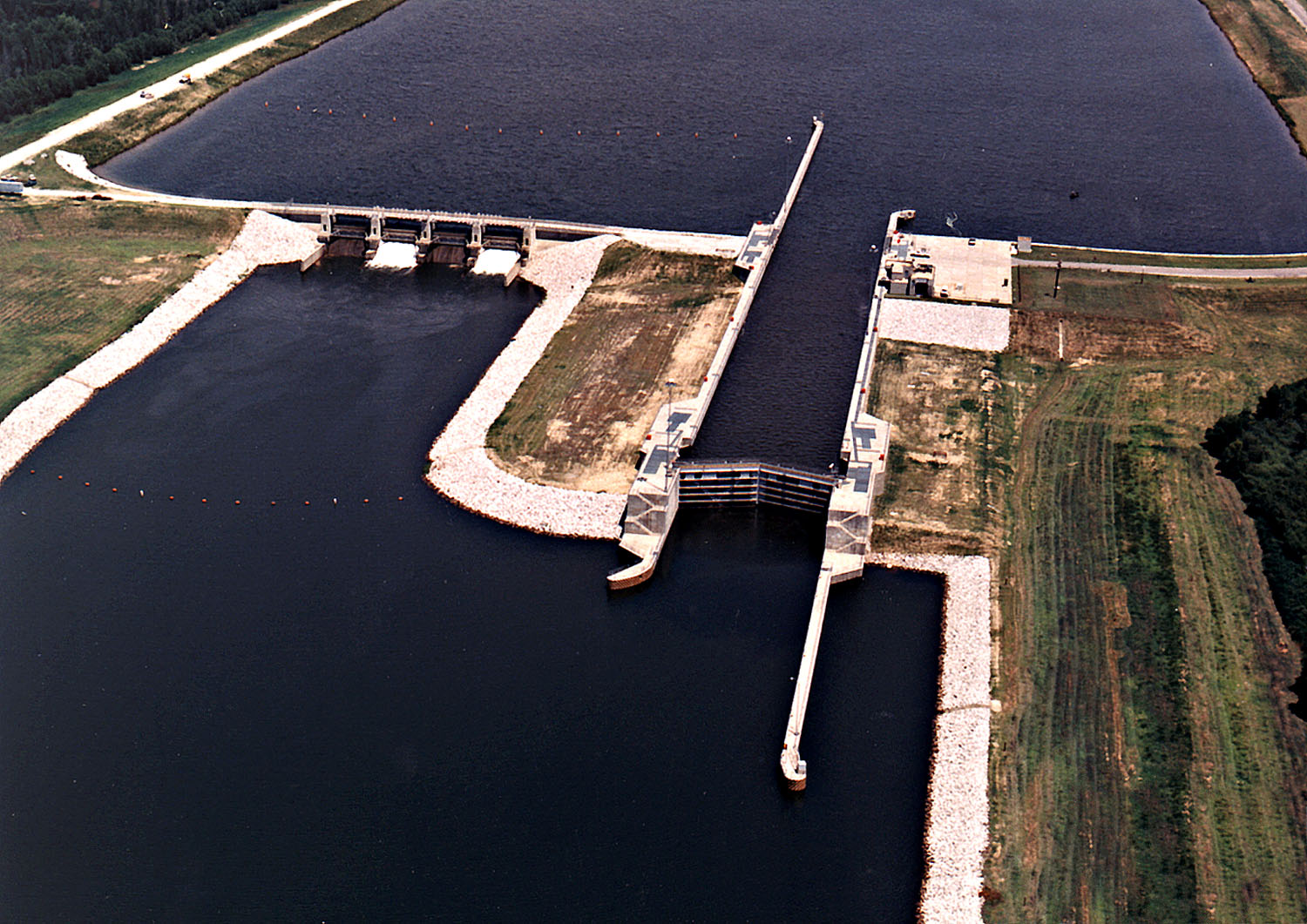
Шлюз на обводном канале дамбы.

Использование шлюзов главным образом направлено на то, чтобы сделать водные пространства с различными уровнями воды в них более пригодными для судоходства. Они необходимы в случаях, когда для прохождения судов создаётся искусственный обводной канал в обход таких препятствий, как пороги, плотины, дамбы, а также для преодоления локальных перепадов высот на пути канала. Плотина увеличивает глубину водного пространства перед ней, в таком случае шлюз может быть установлен либо непосредственно в плотине, будучи её составной частью, либо в устье бьефа. Река, оснащённая такого рода сооружениями, носит название водного пути. С помощью установки шлюза в морском или океанском устье реки можно устранить влияние на уровень воды в ней приливов и отливов.
Для усовершенствования водного пути на реке используются дополнительные шлюзы:
- В верхней части обводного канала устанавливается водоспускной шлюз для предотвращения наводнений.
- Чем длиннее обводной канал, тем больше разница уровня воды между его началом и концом, что может потребовать установки на отдельных отрезках такого канала целых групп шлюзов (см., например, Волго-Донской канал).

Шлюзы также могут применяться и для регулирования уровня воды в верхнем бьефе, например для пропуска части паводковых вод.

## Шлюзование
Процесс прохода судна через шлюзовую камеру с уровня одного бьефа на уровень другого бьефа называют шлюзованием. В многоступенчатых шлюзах, камеры которых имеют общие промежуточные головы, шлюзование судов может осуществляться на разные уровни.

## История
Изобретателем первого судоходного шлюза принято считать помощника министра транспорта китайской провинции Хуайнань по имени Цяо Вэй-Юэ.